# Будинок Актора імені Леся Сердюка
Будинок Актора імені Леся Сердюка — культурно-просвітній заклад Харківського міського відділення Національної спілки театральних діячів України.
Будівля, в якій розташовується Харківський Будинок Актора, побудована в 1929 році та була житловим будинком. Наприкінці 1960-х років ця будівля була передана Українському театральному суспільству, яке входило у Всесоюзне театральне товариство, а пізніше Союз театральних діячів СРСР. Після реконструкції та прибудови додаткових приміщень в 1972 році був відкритий Будинок Актора при Харківському міжобласному відділенні Спілки театральних діячів України.
Будинок Актора імені Леся Сердюка має дві сцени на 200 і 100 посадочних місць. У Будинку Актора постійно працюють більше двадцяти недержавних театральних колективів, на двох його сценах на місяць проходить близько 60 вистав. Також у Будинку Актора проходить щорічний фестиваль спектаклів недержавних театрів «Курбалесія».
Протягом кожного року в приміщенні Будинку актора відбуваються ювілеї, бенефіси, семінари, науково-практичні конференції, конкурси професійних читців, театральні фестивалі, проходять художні і фото виставки та презентації книг.
У Будинку Актора працюють театри:
- Інародний театр абсурду «Воробушек»
- Малий Театр Маріонеток
- Лабораторія театрра
- Новий театр
- Сан Сан Театр
- Творчий Центр «Апарт»
- Творче об'єднання «Green Magic»
- Театр «Forte»
- Театр «Амадей»
- Театр «Казанок»
- Театр «Ланжерон'»
- Театр «Може бути»
- Театр «Ніка»
- Театр «Прекрасні Квіти»
- Театр «Сахалін»
- Театр 19
- Театр Up
- Театр в театрі
- Театр для Людей
- Театр Марії Коваленко
- театр Т
- Театр Французької Комедії «Дель П'єро»
- ТК Юнона
- Харківський Відкритий Театр
- ЦСМ «Нова Сцена»